# Route nationale 3b (Madagaskar)
Route Nationale 3b (RN 3b) is een nationale weg in Madagaskar van 106 kilometer, de weg loopt van Sambava naar Andapa. De weg is geheel gelegen in de regio Sava.